# Гебхард I фон Бургхаузен
Гебхард I фон Бургхаузен (на немски: Gebhard I Graf von Burghausen; Gebhard I Graf von Plain und Hardegg; † 4 декември 1164) от странична линия на род Зигхардинги и наследник на Зигхардингите, е граф на Бургхаузен от 1129 г.

## Произход
Той е третият, най-малкият син на граф Зигхард IX фон Тенглинг († 5 февруари 1104, обезглавен в Регенсбург), баща на графовете фон „Бургхаузен и Шала“ (до 1194), и съпругата му Ида фон Суплинбург († 3 март 1138), единствената сестра на император (1133) Лотар III Суплинбург, дъщеря на Гебхард фон Суплинбург, граф в Харцгау († 1075), и Хедвиг фон Формбах († 1138). Брат е на Зигхард X (XI) († 19 април 1142), граф на Шала (1120), граф на Бургхаузен (1125), и на граф Хайнрих II (I) († 30 януари 1127), граф на Бургхаузен.
Внук е на граф Фридрих I фон Понгау († 1071) († 17 юли 1071) и графиня Матилда фон Фобург († 1092), дъщеря на граф Диполд I фон Фобург († 1060). Правнук е на граф Зигхард VII († 1044) и Пилихилд фон Андекс († 1075). Прадядо му граф Зигхард VII е брат на Хартвиг, епископ на Бриксен (1022 – 1039) и полубрат на Хартвиг II († 1027), пфалцграф на Бавария, и на Арибо, архиепископ на Майнц (1021 – 1031). Дядо му Фридрих I фон Понгау-Тенглинг е брат на Суанехилда († сл. 1074), съпруга на Леополд II, маркграф на Австрия († 1095), на Еленхард, епископ на Фрайзинг (1052 – 1078), Зигхард, патриарх на Аквилея (1068 – 1077). Роднина е и на Хайнрих I фон Фрайзинг, епископ на Фрайзинг (1098 – 1137), син на дядо му, от линията Пайлщайн на графовете на Тенглинг-Понгау.

## Фамилия
Гебхард I фон Бургхаузен се жени 1144 г. за маркграфиня София фон Ветин-Майсен († сл. 16 април 1190), дъщеря на маркграф Конрад I фон Майсен († 1157) и графиня Луитгардис фон Равенщайн († 1146), дъщеря на граф Адалберт фон Равенщайн († ок. 1121) и Бертрада (Берта) фон Бол от фамилията Хоенщауфен († сл. 1120/пр. 1142), сестра на крал Конрад III († 1152), дъщеря на император Хайнрих IV († 1106). Те имат децата:
- Гебхард II фон Бургхаузен († 1 май 1168), граф на Бургхаузен
- Ида фон Бургхаузен († сл. 26 януари. 1210), омъжена ок. 1164 г. за граф Луитполд фон Плайн-Хардег († 17 юни 1193)
- Лиутгард фон Бургхаузен († 24 февруари 1195), омъжена ок. 1164 г. за граф Бертолд II фон Боген († 21 март 1167).